# Cerdistus hermonensis
Cerdistus hermonensis là một loài ruồi trong họ Asilidae. Cerdistus hermonensis được Theodor miêu tả năm 1980. Loài này phân bố ở vùng Cổ Bắc giới và châu Á.